# Leocyma
Leocyma is een geslacht van vlinders van de familie visstaartjes (Nolidae).

## Soorten
- L. appollinis Guenée, 1852
- L. camilla (Druce, 1887)
- L. candace Fawcett, 1916
- L. congoensis Holland, 1920
- L. discophora Hampson, 1912
- L. fustina Schaus, 1893
- L. vates Saalmüller, 1891